# Земская почта Пирятинского уезда
Земская почта Пирятинского уезда Полтавской губернии существовала с 1868 года.

## История почты
Пирятинская уездная земская почта была открыта 01 января 1868 года.
Оплата доставки частных почтовых отправлений с 15 февраля 1868 года производилась земскими почтовыми марками.
С 1869 года пересылка частной корреспонденции осуществлялась бесплатно.

## Выпуски марок
Используемые с 15 февраля 1868 года для оплаты пересылки частных почтовых отправлений уездные земские марки имели номинал 3 копейки.